# Wieża O’Hary
Wieża O’Hary – wieża obserwacyjna znajdująca się na terenie brytyjskiego terytorium zamorskiego na Gibraltarze. Wzniesiono ją w najwyższym punkcie Skały Gibraltarskiej, w miejscu, gdzie obecnie znajduje się tzw. Bateria O’Hary; w pobliżu południowego krańca Rezerwatu Przyrody Skały Wyższej. Wieża początkowo nosiła nazwę wieży św. Jerzego. Zbudowano ją pod koniec XVIII wieku na polecenie ówczesnego zastępcy gubernatora Gibraltaru, Charlesa O’Hary. Według założeń jej zleceniodawcy, wieża miała pozwalać na obserwację wrogiego, hiszpańskiego portu w Kadyksie. Projekt zakończył się fiaskiem. Port w Kadyksie nie był widoczny z wieży. Poza tym, wkrótce po ukończeniu prac budowlanych wieżę trafił piorun, poważnie uszkadzając jej konstrukcję. Przez większość XIX wieku pozostawała ona w stanie ruiny – aż do roku 1888, gdy przystąpiono do jej rozbiórki. Anglicy prześmiewczo określają tę nieudaną inwestycję mianem „Szaleństwa O’Hary” (O’Hara’s Folly).

## Historia wieży
Wieża O’Hary znajdowała się na Gibraltarze, położonym na południowym krańcu Półwyspu Iberyjskiego. Postawiono ją na szczycie Skały Gibraltarskiej na wysokości 426 m n.p.m. W sąsiedztwie wieży, w tzw. Punkcie O’Hary kończyła się Droga O’Hary.
Pomysł budowy wieży obserwacyjnej został po raz pierwszy zgłoszony przez brytyjskiego generała irlandzkiego pochodzenia, Charlesa O’Harę, zastępcę gubernatora Gibraltaru, który później sam pełnił urząd gubernatora w latach 1795-1802. Generał ten zasłynął jako dowódca, który w trakcie swojej kariery wojskowej w Armii Brytyjskiej składał broń przed dwiema wielkimi postaciami drugiej połowy XVIII wieku: Jerzym Waszyngtonem (w Yorktown, w roku 1781) oraz przed Napoleonem Bonaparte (w Tulonie, w roku 1793). O’Hara uzasadniał potrzebę budowy wieży na szczycie Skały Gibraltarskiej rzekomą możliwością obserwacji działań floty hiszpańskiej w porcie w Kadyksie, leżącym w odległości 97 km od tego miejsca. O’Hara był osamotniony w swoich poglądach na ten temat, co nie przeszkodziło mu w przeforsowaniu projektu budowy wieży. Budowlę wzniesiono w latach 1787-1791. Głównymi materiałami konstrukcyjnymi były: ciosany kamień oraz żelazo.
Po ukończeniu budowy okazało się, że obawy oponentów O’Hary były słuszne. Port w Kadyksie w ogóle nie był widoczny ze szczytu wieży, ponieważ zasłaniały go góry. Wkrótce, podczas gwałtownej burzy, w budynek uderzył piorun, poważnie uszkadzając konstrukcję i zabijając jednego ze strażników. Około roku 1811 brytyjski garnizon Gibraltaru ochrzcił wieżę mianem „Szaleństwa O’Hary” (O’Hara’s Folly). Praktycznie do schyłku XIX wieku wieża pozostawała w ruinie.

## Wyburzenie
W roku 1888 zarządzono wyburzenie pozostałości wieży. Szczegóły opisu dekonstrukcji nieznacznie różnią się w zależności od źródła. Według jednej z relacji, wieża runęła w następstwie trafienia pociskiem w trakcie ćwiczeń strzeleckich załogi okrętu HMS Wasp. Według innego źródła, doszło do zakładu pomiędzy artylerzystami z garnizonu na Gibraltarze a oficerami z HMS Wasp o to, kto zniszczy ruiny wieży. Członkowie załogi HMS Wasp wycelowali działa w górną część wieży i powalili ją po szóstym wystrzale. Po zniszczeniu wieży, w roku 1890 postawiono na jej miejscu Baterię O’Hary wyposażoną w pierwsze 6-calowe działo okrętowe „BL 6 inch gun Mk V” firmy Armstrong Whitworth, ładowane odtylcowo, osadzone na łożu Vavasseura.